# تشانغ يي (ممثل)
تشانغ يي (بالصينية: 张译) هو ممثل صيني، ولد في 17 فبراير 1978 في الصين.

## أعمال

### أفلام
- (2018) عملية البحر الأحمر

## وصلات خارجية
- تشانغ يي على موقع IMDb (الإنجليزية)
- تشانغ يي على موقع ألو سيني (الفرنسية)
- تشانغ يي على موقع قاعدة بيانات الفيلم (الإنجليزية)